# Кубок европейских чемпионов по волейболу среди женщин 1983/1984
24-й розыгрыш Кубка европейских чемпионов по волейболу среди женщин проходил с 5 ноября 1983 по 26 февраля 1984 года с участием 24 клубных команд стран-членов Европейской конфедерации волейбола (ЕКВ). Финальный этап был проведён в Мюнхене (ФРГ). Победителем турнира во 2-й раз в своей истории стала болгарская команда ЦСКА «Септемврийско Знаме» (София).

## Команды-участницы
| Страна       | Команда                            |                                    |
| ------------ | ---------------------------------- | ---------------------------------- |
| Австрия      | «Инсбрук» (Инсбрук)                | 2-й призёр чемпионата Австрии 1983 |
| Албания      | «Динамо» (Тирана)                  | Чемпион Албании 1983               |
| Бельгия      | «Хермес» (Остенде)                 | Чемпион Бельгии 1983               |
| Болгария     | ЦСКА «Септемврийско Знаме» (София) | Чемпион Болгарии 1983              |
| Венгрия      | «Тунгшрам» (Будапешт)              | Чемпион Венгрии 1983               |
| ГДР          | «Трактор» (Шверин)                 | Чемпион ГДР 1983                   |
| Греция       | «Панатинаикос» (Афины)             | Чемпион Греции 1983                |
| Дания        | «КФУМ Хельсингёр» (Хельсингёр)     | Чемпион Дании 1983                 |
| Израиль      | «Хапоэль-Нааман» (Афула)           | Чемпион Израиля 1983               |
| Испания      | «Аркитектура» (Мадрид)             | Чемпион Испании 1983               |
| Италия       | «Олимпия Теодора» (Равенна)        | Чемпион Италии 1983                |
| Кипр         | АЭЛ (Лимасол)                      | Чемпион Кипра 1983                 |
| Люксембург   | «ЖИМ Воллей Боннвуа» (Люксембург)  | Чемпион Люксембурга 1983           |
| Нидерланды   | «Доккюм» (Доккюм)                  | Чемпион Нидерландов 1983           |
| Норвегия     | «Берген СИ» (Берген)               | Чемпион Норвегии 1983              |
| Португалия   | «Лейшойнш» (Матозиньюш)            | Чемпион Португалии 1983            |
| Турция       | «Эджзаджибаши» (Стамбул)           | Чемпион Турции 1983                |
| Финляндия    | «Песя Вейкот» (Йювяскюля)          | Чемпион Финляндии 1983             |
| Франция      | «Кламар» (Кламар)                  | Чемпион Франции 1983               |
| ФРГ          | «Лоххоф» (Унтершлайсхайм)          | Чемпион ФРГ 1983                   |
| Чехословакия | «Славия» (Братислава)              | Чемпион Чехословакии 1983          |
| Швейцария    | БТВ (Люцерн)                       | Чемпион Швейцарии 1983             |
| Швеция       | «Соллентуна» (Соллентуна)          | Чемпион Швеции 1983                |
| Югославия    | «Црвена Звезда» (Белград)          | Чемпион Югославии 1983             |

## Система проведения розыгрыша
В турнире принимали участие чемпионы 24 стран-членов ЕКВ. Соревнования состояли из 1-го раунда, 1/8 и 1/4 финалов плей-офф и финального этапа. Напрямую в 1/8 финала получили возможность заявить своих представителей страны, команды которых в предыдущем розыгрыше выступали в 1/4 плей-офф. Остальные участники 1/8 определялись в ходе 1-го раунда. В связи с отказом от участия в розыгрыше действующего обладателя Кубка «Уралочки» (СССР), вакантное прямое место в 1/8 предоставлено команде Болгарии.
Финальный этап состоял из однокругового турнира с участием четырёх победителей четвертьфинальных пар.

## 1-й раунд
5—13.11.1983
 «Песя Вейкот» (Йювяскюля) —  БТВ (Люцерн)
5 ноября. 1:3 (9:15, 15:11, 12:15, 10:15).
13 ноября. 3:2 (15:17, 15:10, 15:8, 5:15, 15:10).
 «Инсбрук» —  «ЖИМ Воллей Боннвуа» (Люксембург)
6 ноября. 3:0.
13 ноября. 3:0.
 «Панатинаикос» (Афины) —  «Хапоэль-Нааман» (Афула)
6 ноября. 3:1.
13 ноября. 3:0.
 АЭЛ (Лимасол) —  «Лейшойнш» (Матозиньюш)
6 ноября. 1:3.
13 ноября. 0:3.
 «Берген СИ» (Берген) —  «Соллентуна»
6 ноября. 0:3 (10:15, 6:15, 4:15).
13 ноября. 0:3 (11:15, 12:15, 2:15).
 «Црвена Звезда» (Белград) —  «Эджзаджибаши» (Стамбул)
6 ноября. 0:3.
13 ноября. 1:3.
 «Хермес» (Остенде) —  «КФУМ Хельсингёр»
6 ноября. 2:3.
13 ноября. 0:3.
 «Кламар» —  «Аркитектура» (Мадрид)
6 ноября. ?:?
13 ноября. ?:?
От участия в 1-м раунде освобождены:
| «Тунгшрам» (Будапешт) «Славия» (Братислава) «Лоххоф» (Унтершлайсхайм) «Олимпия Теодора» (Равенна) | «Трактор» (Шверин) «Доккюм» «Динамо» (Тирана) ЦСКА «Септемврийско Знаме» (София) |

## 1/8 финала
3—11.12.1983
 «Доккюм» —  ЦСКА «Септемврийско Знаме» (София)
3 декабря. 1:3 (13:15, 15:8, 4:15, 4:15).
10 декабря. 0:3 (6:15, 12:15, 8:15).
 БТВ (Люцерн) —  «Инсбрук»
3 декабря. 3:2 (15:13, 15:4, 8:15, 13:15, 15:7).
10 декабря. 1:3 (8:15, 8:15, 16:14, 8:15).
 «Олимпия Теодора» (Равенна) —  «Хапоэль-Нааман» (Афула)
3 декабря. 3:0.
10 декабря. 3:0.
 «Кламар» —  «Лейшойнш» (Матозиньюш)
3 декабря. 3:0.
10 декабря. 3:1.
 «Трактор» (Шверин) —  «Динамо» (Тирана)
3 декабря. 3:0 (15:11, 15:11, 15:6).
10 декабря. 3:1 (13:15, 15:10, 15:10, 15:10).
 «Соллентуна» —  «Тунгшрам» (Будапешт)
3 декабря. 0:3.
10 декабря. 0:3.
 «Хельсингёр» —  «Эджзаджибаши» (Стамбул)
3 декабря. 2:3.
10 декабря. 0:3.
 «Славия» (Братислава) —  «Лоххоф» (Унтершлайсхайм)
4 декабря. 1:3 (12:15, 16:14, 5:15, 2:15).
11 декабря. 1:3 (8:15, 9:15, 15:4, 10:15).

## Четвертьфинал
11—18.01.1984
 «Тунгшрам» (Будапешт) —  «Лоххоф» (Унтершлайсхайм)
11 января. 3:1 (15:13, 15:2, 11:15, 15:10).
18 января. 0:3 (1:15, 11:15, 11:15).
 «Инсбрук» —  ЦСКА «Септемврийско Знаме» (София)
0:3 (4:15, 6:15, 6:15).
0:3 (2:15, 1:15, 8:15).
 «Кламар» —  «Олимпия Теодора» (Равенна)
1:3 (15:13, 8:15, 14:16, 2:15).
0:3 (3:15, 1:15, 8:15).
 «Эджзаджибаши» (Стамбул) —  «Трактор» (Шверин)
отказ «Трактора».

## Финальный этап
24—26 февраля 1984.  Мюнхен.
Участники:
 ЦСКА «Септемврийско Знаме» (София)

 «Олимпия Теодора» (Равенна)

 «Лоххоф» (Унтершлайсхайм)

 «Эджзаджибаши» (Стамбул)
Команды-участницы провели однокруговой турнир, по результатам которого определена итоговая расстановка мест.

### Результаты
| М | Команда                            | 1   | 2   | 3   | 4   | И | В | П | С/П | О |
| - | ---------------------------------- | --- | --- | --- | --- | - | - | - | --- | - |
| 1 | ЦСКА «Септемврийско Знаме» (София) |     | 3:0 | 3:0 | 3:1 | 3 | 3 | 0 | 9:1 | 6 |
| 2 | «Олимпия Теодора» (Равенна)        | 0:3 |     | 3:0 | 3:0 | 3 | 2 | 1 | 6:3 | 5 |
| 3 | «Лоххоф» (Унтершлайсхайм)          | 0:3 | 0:3 |     | 3:1 | 3 | 1 | 2 | 3:7 | 4 |
| 4 | «Эджзаджибаши» (Стамбул)           | 1:3 | 0:3 | 1:3 |     | 3 | 0 | 3 | 2:9 | 3 |

24 февраля
 ЦСКА «Септемврийско Знаме» —  «Олимпия Теодора»
3:0 (15:7, 15:8, 15:13)
 «Лоххоф» —  «Эджзаджибаши»
3:1 (15:5, 15:12, 9:15, 15:8)
25 февраля
 ЦСКА «Септемврийско Знаме» —  «Эджзаджибаши»
3:1 (15:12, 15:8, 10:15, 15:4)
 «Олимпия Теодора» —  «Лоххоф»
3:0 (15:7, 15:11, 15:5)
26 февраля
 «Олимпия Теодора» —  «Эджзаджибаши»
3:0 (15:12, 15:2, 15:1)
 ЦСКА «Септемврийско Знаме» —  «Лоххоф»
3:0 (16:14, 15:11, 15:4)

### Итоги

#### Положение команд
| ЦСКА «Септемврийско Знаме» (София) |
| «Олимпия Теодора» (Равенна)        |
| «Лоххоф» (Унтершлайсхайм)          |
| 4. «Эджзаджибаши» (Стамбул)        |

#### Призёры
ЦСКА «Септемврийско Знаме» (София): Росина Гуджева, Румяна Каишева, Ваня Манова, Десислава Никодимова, Верка Николова, Эмилия Пашова, Мила Рангелова, Мая Стоева, Верка Стоянова (играющий тренер), Валентина Харалампиева.
  «Олимпия Теодора» (Равенна): Мария Тереза Арфелли, Мануэла Бенелли, Лилиана Бернарди, Цветана Божурина, Алессандра Дзамбелли, Алессандра Лонги, Россана Пази, Патриция Прати, Надя Тавольери, Чинция Фламиньи. Главный тренер — Серджо Гуэрра.
  «Лоххоф» (Унтершлайсхайм): Терри Брандель-Плейс, Беате Бюхлер, Гудрун Витте, Альмут Кемпердик, Ангела Либельт, Марион Манке, Ренате Рик, Регина Фоссен, Рут Хольхаузен, ... Главный тренер — Анджей Немчик.